# Ralph de Gael, II conte di Norfolk
Ralph de Gael (prima del 1042 – 1096 circa) fu Conte dell'Anglia occidentale e di quella orientale (compresi quindi il Norfolk e il Suffolk, oltre che Signore di Gaël e Montfort-l'Amaury, fu una delle principali figure di riferimenti nella Rivolta dei conti l'ultima vera ribellione contro Guglielmo il Conquistatore.

## La carriera e la famiglia
Ralph de Gael nacque attorno al 1040 probabilmente nell'Hereford da Ralph de Staller uomo di origini inglesi, ma con ascendenza bretone, che era riuscito ad ottenere il favore di Guglielmo il Conquistatore dopo la Conquista normanna dell'Inghilterra.
Alla morte del padre Ralph ne ereditò i titoli, la signoria di Gaël, era già per sé piuttosto vasta e a quelle ereditarie si aggiunsero delle terre assegnategli dalla corona. Non si è in grado di dividere con esattezza le proprietà fra quelle ereditate e quelle donate dal re, ma si sa che egli ebbe terre nel Norfolk, nel Suffolk, Essex ed Hertford e forse in altre contee ancora.
Della sua vita sono note varie tappe che si possono dividere in questo modo:
- nel 1065 era con Conan II di Bretagna mentre assediava Rivallon I di Dol mentre assediava la sua signoria di Dol-de-Bretagne più precisamente presso il castello di Combourg
- nel 1066 combatté con i normanni alla Battaglia di Hastings
- nel 1068 era presente alla corte di Guglielmo I d'Inghilterra insieme al padre
- nel 1069 mise in rotta un contingente di uomini del nord che avevano preso Norfolk e Norwich, fu per questo o per i servigi resi tre anni prima che egli divenne Conte di Norfolk. Sempre in quest'anno fu, probabilmente, fra i testimoni presenti alla stesura di alcuni documenti.
- nel 1074 circa si trovò sul fronte opposto del re, mentre questi infatti poneva Dol sotto assedio Ralph si pose a sua difesa, è possibile che egli si trovasse lì a causa delle rivolte che vedevano coinvolto Hoel II di Bretagna e che Guglielmo fosse in Bretagna per supportarlo.

Nel 1075 sposò Emma FitzOsbern, figlia di William FitzOsbern, I conte di Hereford ed insieme ebbero:
- William de Gael, che succedette al padre nei titoli di famiglia, riuscì anche ad ottenere dei possedimenti di uno zio paterno, ma secondo Orderico Vitale morì poco dopo averli avuti[1]
- Raoul de Gael, succedette al fratello. Ebbe un figlio dalla moglie il cui nome è ignoto
- Amice de Gael venne fidanzata inizialmente a uno dei figli illegittimi di Enrico I d'Inghilterra, ma questi perì nel naufragio della Nave Bianca. In seguito Amice si sposò con Roberto di Beaumont, II conte di Leicester
- Alan de Gael, andò con i genitori in Terra Santa dove perì con loro.

## La rivolta e la resa
Il matrimonio fra Ralph ed Emma, non solo comportava l'unione di due potenti famiglie, ma era anche avvenuto senza il consenso del re che era assente, questi per altro si rifiutò poi di riconoscere l'unione provocando l'ira di Ralph che diede il via ad una rivolta. Insieme a lui vi erano a capo il cognato Roger de Breteuil, II conte di Hereford e Waltheof, conte di Northumbria. Quest'ultimo tuttavia perse presto il coraggio e confessò all'arcivescovo Lanfranco di Canterbury il proprio tradimento verso il re, questi lo esortò a tornare sui propri passi, di tutti i ribelli Waltheof fu l'unico che ci rimise la vita per volere del re che lo fece giustiziare l'anno seguente. Ralph dal canto suo dovette scontrarsi con le forze, nettamente superiori di Oddone di Bayeux, fratellastro di Guglielmo e Goffredo di Montbray, gli eserciti si scontrarono presso Cambridge e Ralph dovette precipitosamente ritirarsi verso Norwich inseguito dall'esercito regio. Egli lasciò quindi la moglie a difendere il Castello di Norwich e salpò per la Danimarca in cerca d'aiuto, tornò in effetti con un buon numero di navi che però, alla fine dei conti, non diedero nessun aiuto concreto.
Dal canto suo Emma resistette entro il castello fino a che non riuscì ad ottenere una resa ragionevole per loro e per i loro sostenitori, tutti persero le loro terre, ma ebbero riconosciuti 40 giorni di tempo per lasciare l'Inghilterra. Emma stessa si ritirò in Bretagna dove venne raggiunta dal marito che, ovviamente, perse tutto quello che aveva sul suolo inglese.
Per il resto della vita Ralph rimase un signore bretone e non coltivò più nessun interesse per l'Inghilterra o per le terre governate dagli inglesi tanto che fece la sua comparsa in Normandia solo dopo la morte di Guglielmo.
Nel 1096 Ralph partì con la moglie e uno dei figli per la Prima crociata sotto la guida di Roberto II di Normandia, egli fu uno dei comandanti bretoni che presero parte all'Assedio di Nicea per poi riunirsi alle armate di Boemondo I d'Antiochia.
Tutti e tre morirono mentre si recavano in Palestina.